# Smereczka
Smereczka (ukr. Смеречка) – wieś w rejonie samborskim (do 2020 roku w rejonie starosamborskim) obwodu lwowskiego Ukrainy. Wieś liczy około 328 mieszkańców. Leży nad rzeką Rypianka. Podlega rypiańskiej silskiej radzie.
Wieś należała do ekonomii samborskiej.
W 1921 r. liczyła około 506 mieszkańców. Przed wojną w gminie Rozłucz w powiecie turczańskim.

## Ważniejsze obiekty
- Cerkiew św. Michała w Smereczce